# André Danzin
André Danzin, né le 26 avril 1919 à Paris où il est mort le 16 septembre 2016, est un expert scientifique français. Ancien Président du Forum International des Sciences Humaines (Fish)

## Biographie

### Famille et formation
André Marcel Danzin est né le 26 avril 1919 à Paris du mariage de Marcel Danzin, acheteur, et de Louise Kretz.
Le 6 août 1943, il épouse Nicole de la Poix de Fréminville. De cette union, sont nés trois garçons.
Après des études au lycée Rollin à Paris, il intègre l’École polytechnique en 1939 puis suit les cours de l’École supérieure d'électricité comme école d'application, dont il est diplômé en 1945,.
André Danzin est docteur en sciences-économiques après avoir soutenu en 1991 la thèse Le projet omega : essai sur le développement solidaire des économies de l'occident et des tiers-mondes sous la direction de René Passet.

### Carrière professionnelle
André Danzin commence sa carrière au sein de la Compagnie générale de la télégraphie sans fil (CSF) dont il est ingénieur de recherche en 1943, directeur technique et directeur général adjoint en 1964, directeur général en 1966 et vice-président-directeur-général en 1967. La société CSF intègre en 1968 le groupe Thomson-CSF : il est alors nommé président ou directeur de plusieurs filiales en France et à l'étranger. 
De 1969 à 1972, il est PDG de la Compagnie financière pour l'informatique, puis directeur de l'Institut national de recherche en informatique et en automatique (IRIA) de 1972 à 1980.

## Représentations
En tant qu'« expert scientifique », André Danzin a eu de nombreuses représentations.
En 1966-1967, il est vice-président du Comité consultatif de la recherche scientifique et technique. En 1975-1980, il est président du Comité européen de recherche et développement auprès de la Commission des communautés européennes. En 1979, il est président d'honneur de l'Association française pour la cybernétique économique et technique (Afcet) et de l'Association française pour le développement de l'analyse de systèmes (Afdas). En 1982-1983, il est membre du Conseil économique et social. De 1978 à 1995, il est président du Centre d'études supérieures en électricité, électronique et informatique (Ceselec). De 1980 à 1997, il est vice-président de la commission de la République française pour l'Unesco. Il est membre du Club de Rome depuis 1978, et conseiller auprès des Communautés européennes, de l'Otan et de l'Unesco. De 1987 à 1993, il est président puis président d'honneur du Comité du programme intergouvernemental d'informatique de l'Unesco, et depuis 1993 président du Forum international des sciences humaines (Fish) et membre du Conseil supérieur de la langue française,.

## Ouvrages
André Danzin est l'auteur de nombreux ouvrages, dont :
- Et si on inversait les pôles ?... quand notre Europe se réveillera 2006
- Teilhard de Chardin : Visionnaire du monde nouveau, Éditions du Rocher, Paris, 2005.  (ISBN 9782268054513)
- Charles de Fréminville : 1856-1936 : pionnier de l'organisation scientifique du travail 2002
- Net Travail. Création/destruction de métiers 2000
- Science et renaissance de l'Europe 1979

## Distinctions
André Danzin est commandeur de l’ordre national de la Légion d’honneur, commandeur de l’ordre national du Mérite, commandeur de l’ordre des Arts et des Lettres, commandeur de l’ordre des Palmes Académiques, commandeur de l’ordre national du Cèdre (Liban).